# Eyo Ita
Eyo Ita (1904-1972) fou un mestre i polític de Nigèria.
Era mestre i es va educar a Nigèria i els Regne Unit retornant a Nigèria el 1932; alguns dels seus mentors van ser William Edward Burghardt Du Bois i Edward Wilmot Blyden Qui eren notables panafricanistes de les seves èpoques.
Al tornar d'Anglaterra, després d'un temps breu a Ogbomosho es va traslladar a Calabar on va fundar el West African People's Institute (WAPI). El WAPI preparava per les vocacions acadèmiques. En aquest temps ja optava per la independència de Nigèria i durant la dècada de 1930, Ita va ser membre de dos moviments a l'Àfrica occidental, el Moviment dels Joves i el Moviment per l'Educació. Era membre del primer quan va esdevenir la Lliga de la Joventut de Nigèria (en un acte a Calabar); va realitzar una vigorosa campanya per l'educació com a eina per alliberar la ment i l'ànima africana de la repressió política. Va formar el Moviment de la Joventut de Nigèria el 1934, el qual es va expandir ràpidament amb l'addició de Nnamdi Azikiwe el 1938. Es va unir al Consell Nacional de Nigèria i els Cameruns (NCNC) a la seva fundació el 1944 i va ser elegit vicepresident després de la mort de Herbert Macaulay, quan Nnamdi Azikiwe va emergir com el nou líder del partit.
El 1946, la Constitució Richards qui avançava un marc polític regional per al país per millorar l'autonomia política i econòmica regional, va esdevenir llei. La Constitució fou establerta com a llei sense la consulta adequada als nigerians, cosa que va portar a l'oposició de Nnamdi Azikiwe i Eyo Ita, que van presentar aleshores un informe de la minoria per a una federació de vuit estats. El 1951 la Constitució va ser revisada amb canvis de menor importància sobre l'original, tenint altre cop l'oposició de Azikiwe. Els principals polítics de l'època van acceptar treballar dins de la seva ètnia i la seva regió com a base per guanyar poder polític i això va portar a la política regional i la concentració de poder en els ministres regionals i en els federals que eren en gran part nomenats pel partit i en les Cambres de les Assemblees Regionals. El 1951, es van dur a terme les eleccions més importants a la Regió Oriental de Nigèria amb Eyo Ita esdevenint el líder del partit a la Cambra regional el 1951 i Cap dels Afers del Govern de l'Est (1952) i Azikiwe com a líder de l'oposició a l'Assemblea Regional de l'Oest, una posició obscura a la llum de la reputació nacional que tenia.
Alguns ministres federals del NCNC no obstant van donar suport a un període de prova de la Constitució MacPherson de 1951, en contravenció a la posició d'Azikiwe que s'hi oposava. Els ministres dissidents van tenir un aliat en Eyo Ita. Això va donar lloc a disputes internes, i va començar una lluita de poder que va acabar amb la sortida d'alguns dels ministres i d'Eyo Ita. El grup sortint va formar el Partit de la Independència Nacional. El 1954 el NIP es va unir amb el Partit Nacional Unit (United National Party, dirigit per un altre dissident del NCNC, Alvan Ikoku) i el nou partit va esdevenir el Partit Unit de la Independència Nacional (United National Independence Party UNIP).
Eyo Ita més tard va esdevenir un membre del moviment per a l'establiment de l'estat de Calabar, Ogoja i Rivers (anomenat estat COR). Va abandonar finalment el moviment el 1956 i també el UNIP, retornant al NCNC el 1957, sense obtenir posicions rellevants. El 1966 els partits foren prohibits i la guerra de Biafra va esclatar el 1967 i va durar fins a 1970. Ita va estar al costat de la república de Biafra, i va passar la guerra a Orlu. Acabada la guerra va retornar a casa seva a Calabar on va morir el 1972 quan tenia 68 anys.